# Rodnikovyj
Rodnikovyj (in lingua russa Родниковый) è un centro abitato dell'Adighezia, situato nel Majkop. La popolazione era di 1.269 abitanti al dicembre 2018. Ci sono 11 strade.